# Confederación General del Trabajo de los Argentinos
La Confederación General del Trabajo de los Argentinos, conocida como CGT de los Argentinos (o, menos frecuentemente, CGTA) fue una central obrera argentina que nucleó entre 1968 y 1973 a dirigentes y movimientos sindicales que se oponían al establecimiento de un pacto con la dictadura militar encabezada por Juan Carlos Onganía. Enfrentados por ello con la dirigencia sindical de la CGT —dirigida a la sazón por Augusto Timoteo Vandor— formaron un foco de poderosa resistencia, que se expresó en múltiples medidas de fuerza, enfrentamientos, puebladas, la mayor de ellas la sublevación de los obreros cordobeses en el llamado «Cordobazo». La prisión de sus principales líderes y su intervención por el gobierno de facto llevó a su virtual desaparición hacia comienzos de la década de 1970.

## Fundación
La CGT de los Argentinos fue fundada en el Congreso Nomalizador Amado Olmos, entre el 28 y el 30 de marzo de 1968, con la elección del dirigente gráfico Raimundo Ongaro, encabezando la corriente combativa del movimiento obrero argentino. El grupo vandorista no participó del Congreso y el participacionismo se retiró al verse en minoría. En una experiencia no infrecuente en la política europea, pero sin precedentes en Argentina, nucleó junto a los obreros a numerosos artistas, el principal de ellos Rodolfo Walsh, quien colaboró en la redacción del programa de la CGTA (llamado programa del primero de mayo) y director del semanario de la organización. Se aproximó también a movimientos eclesiásticos, como el Movimiento de Sacerdotes para el Tercer Mundo, así como numerosas agrupaciones estudiantiles, de abogados, psicólogos y la mayoría de los políticos opositores, fundamentalmente de vertientes combativas del peronismo, el radicalismo y la izquierda. El Programa del 1º de Mayo, publicado en esa fecha de 1968 en el N.º 1 del periódico de la CGT de los Argentinos, se consideraba continuador del Programa de La Falda, de agosto de 1957, y del de Huerta Grande, de junio de 1962.

## Periódico CGT
Para la difusión de sus propuestas y reclamos, esta central obrera publicó su propio periódico, donde escribieron numerosos intelectuales, reflejando las preocupaciones definidas en el mencionado programa de la CGTA. Fue publicado entre mayo de 1968 y febrero de 1970, y en total se editaron 55 números.

## Reivindicaciones
LA CGTA apoyó las reivindicaciones de los sindicatos más intransigentes —portuarios, petroleros, azucareros, etc.— y puso de pie a las regionales del interior, que gravitaban poco en la política de la CGT nacional. La sede cordobesa, integrada por el maderero Miguel Ángel Correa y Ramón Contreras del gremio de Luz y Fuerza, fue una de las principales fuerzas en juego en el Cordobazo. Un mes después, la convocatoria de la CGT de los Argentinos a una huelga de alcance nacional llevó al enfrentamiento directo con el gobierno, que intervino sus principales sindicatos el 30 de junio de 1969, horas después de la muerte de Vandor en el local de la Unión Obrera Metalúrgica.

## OP17
En octubre de 1969, Julio Guillán había impulsado, con el apoyo de grupos de la Juventud Peronista de Vicente López y de Buenos Aires, la formación de la Coordinadora de Agrupaciones Gremiales y Organizaciones Políticas Peronistas, con el objetivo de nuclear nuevamente a los sectores revolucionarios. En marzo de 1970 el grupo adopta el nombre de OP17 (Organización Peronista 17 de Octubre) y crea organizaciones específicas para diferentes ámbitos de acción: AES (Agrupación de Estudios Sociales), Plenario de Agrupaciones Gremiales Peronistas, Bloque Duro de las 62, 66 Comandos de Apoyo a los curas del Tercer Mundo, COPPAP (ayuda a los presos políticos peronistas). El órgano de difusión del grupo fue llamado "El 17".

## Dispersión
El proceso de dispersión de la CGTA culmina en enero de 1970, cuando en un nuevo congreso se decide centrar la acción en la formación de agrupaciones de base, es decir, por fuera de la estructura sindical alineada con las 62 Organizaciones.
Entre 1970 y 1973 la CGT de los Argentinos buscaría sin éxito conservar primero, y recuperar después, la dirección del movimiento sindical combativo de Argentina. La CGTA seguiría liderada por el sindicato gráfico, varios sindicatos peronistas integrarían el peronismo combativo en las 62 Organizaciones, Farmacia estaría en el Peronismo de Base, mientras que Tosco en el Movimiento Nacional Intersindical. 